# Conductimetría

Conductividad del agua pura (influencia de la temperatura)

La conductimetría es un método de análisis químico que tiene como base la conductividad que presentan las disoluciones iónicas. Este tipo de disoluciones, al disponer de iones libres (cationes y aniones) que pueden moverse libremente en el seno de la disolución, presentan conductividad, siendo dichos iones los responsables de la transferencia de la carga entre dos electrodos. La conductividad eléctrica de las disoluciones, es por tanto, un fenómeno de transporte en el cual la carga eléctrica (en forma de electrones o iones) se mueve a través de un sistema y su valor depende del número de iones presentes en la disolución (concentración de los electrólitos) y de la movilidad de estos en el disolvente, por lo que, en buena parte, está afectada por la carga de los iones, su tamaño y la temperatura de la disolución.
El empleo de la conductimetría en química está relacionado con el seguimiento y control de ciertas reacciones iónicas en medios disociantes, como el agua y como indicador del punto final de ciertas valoraciones volumétricas en que se encuentras involucrados iones con diferente conductividad específica.  A veces, también se utiliza la conductimetría como método aproximado de determinación de las concentraciones salinas en las aguas naturales.

## Fundamento
Las disoluciones electrolíticas permiten el paso de la corriente eléctrica cuando dos electrodos situados en el interior de la disolución, se someten a una diferencia de potencial. La ley que rige la conductividad eléctrica de las disoluciones iónicas es la misma que para cualquier conductor, es decir la conductividad de las disoluciones esta conforme a la  ley de Ohm, que establece que “La unidad de potencial es  el voltio, que es la fuerza electromotriz necesaria para que pase un amperio a través de una resistencia de un ohmio” o lo que es lo mismo:
{\displaystyle V=I\cdot R}
siendo {\displaystyle V} la diferencia de potencial, medida en voltios, impuesta entre los dos electrodos; {\displaystyle R} es laresistencia ofrecida por el conductor, en este caso la disolución, expresada en ohmios e {\displaystyle I} es la intensidad de la corriente que circula por, en este caso, la disolución. Es decir, cuanto mayor sea la carga eléctrica, mayor será intensidad detectada entre los dos electrodos a una resistencia constante.
Al contrario de lo que ocurre en los conductores metálicos o electrónicos, en el caso de las disoluciones electrolíticas, son los iones, que al poder desplazarse en el seno de la disolución, los que transportan la electricidad. La facilidad de transporte, o sea, la conductividad de la disolución, dependerá de la velocidad de los iones, de la carga, de la viscosidad del medio en el que se mueven y de su tamaño.
En las medidas de conductividad de las disoluciones (conductimetría), se mide la resistencia que presentan los iones presentes (cationes y aniones) al paso de la corriente. Esta resistencia, como en cualquier otro conductor, depende de la longitud y del área y de un coeficiente de proporcionalidad denominado, resistividad específica, ρ. 
{\displaystyle R=\rho {\frac {l}{A}}}
Siendo la conductividad específica, κ, la inversa de la resistividad específica:   
{\displaystyle \kappa ={\frac {1}{\rho }}}
Esta resistividad específica es característica de cada disolución y depende la concentración total de iones, de la temperatura y de la carga de estos. Puesto que en una disolución puede haber diferentes iones y diferentemente cargados, en la práctica se utiliza la conductividad total de la disolución, en lugar de la conductividad específica de cada ion. Esta se expresa como:  
{\displaystyle \mathrm {K} ={\frac {1}{R}}\cdot {\frac {l}{A}}}
utilizando como unidades el siemens por metro (S. m-1), ya que el siemens (S) es la unidad de medida de la conductancia en el sistema internacional de medidas (SI). Un siemens (S) es la inversa del ohmio, Ω (S = 1/Ω). En las medidas de laboratorio químico, el S.m-1 es una unidad relativamente pequeña. A título de ejemplo, una disolución  no muy diluida de KCl, de 0,745 g en un litro de agua pura (disolución 0,01 M) presenta un conductividad de 0.1408 S. m-1 a 25 °C. Esto hace que generalmente las mediciones se hagan en mS.cm-1 o en μS.cm-1. Para el ejemplo anterior, esto sería 1,41 mS.cm-1 o 1408 μS.cm-1,  que son valores mucho más manejables.

## Conductividad  equivalente y molar
La conductividad específica, κ,  que es lo que habitualmente se mide en la conductimetría, no es un valor muy útil cuando se trata de disoluciones, pues sólo se refiere a un ion concreto. Esto hace que el valor de κ no pueda utilizarse para comparar la conductividad de diferentes solutos en soluciones de diferente concentración, debido a que si una solución de un electrolito tiene mayor concentración que otra, la más concentrada tendrá mayor conductividad por tener más iones o si los solutos son diferentes, incluso a igual concentración presentarán diferente conductividad, ya que esta también depende de la naturaleza de los iones (carga, tamaño, etc.). Para poder establecer una comparación adecuada, es necesario tener en cuenta estas circunstancias. Es por ello que habitualmente se utilice el término de conductividad equivalente, Λ, que se define como la conductividad específica multiplicada por el volumen, en ml, que contiene un equivalente gramo de electrólito Es decir: 
{\displaystyle \Lambda ={\frac {\kappa }{c}}}
donde c es la concentración del electrólito, expresada en equivalente gramo por mL (o cm3). En consecuencia, como la conductividad,  κ, tiene unidades de S.cm-1 , las unidades de la conductividad equivalente, vendrán dadas en S.cm2.equiv-1. Puesto que las unidades de concentración de las disoluciones químicas suelen darse referidas al litro de disolución (1000 cm3), la ecuación anterior se puede sustituir por: 
{\displaystyle \Lambda ={\frac {1000\cdot \kappa }{N}}}
donde N es la normalidad, es decir, el número de equivalentes gramo por litro de disolución.  
El empleo de la normalidad en química como medida de concentración está cayendo en desuso, prefiriéndose, cada vez más, el empleo de la molaridad como expresión de la concentración en las disoluciones. En ese caso, se puede definir la conductividad molar, Λm, como la conductividad específica multiplicada por el volumen, en ml, que contiene un mol de electrólito. Matemáticamente, expresada en términos de molaridad sería: 
{\displaystyle \Lambda _{m}={\frac {1000\cdot \kappa }{M}}}
siendo, ahora, las unidades S.cm2.mol-1

## Dispositivo de medida

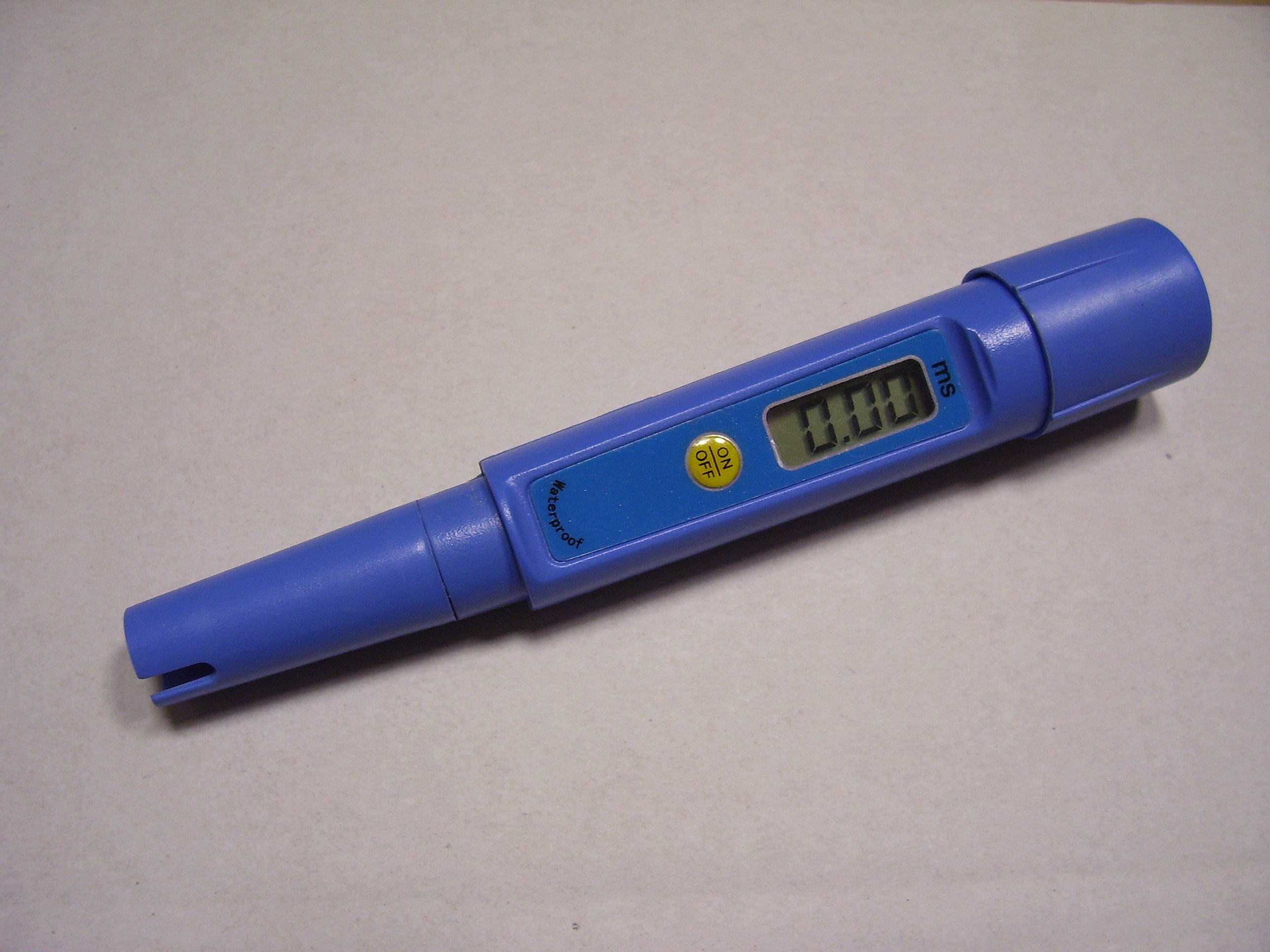
Conductímetro portátil para medidas de campo.

Para la medida de la  conductividad eléctrica de las disoluciones se utiliza un aparato de medida que recibe el nombre de conductímetro  o conductivímetro, formado por el instrumento de medida y una célula de conductividad, que es la que se introduce en las disolución cuya conductividad se desea conocer. El principio de funcionamiento del instrumento de medida es el mismo que el de cualquier medidor de la resistencia eléctrica (ohmímetro), es decir, un circuito de resistencias de puente de Wheatstone, mientras que la sonda o celda de medida está formadas por dos electrodos, generalmente de platino, que aunque teóricamente deberían ser los láminas planas de un cm2 dispuestas paralelamente a un cm de distancia,  por razones prácticas de manejabilidad los electrodos suelen ser cilíndricos y dispuestos concéntricamente, aunque existen otras disposiciones. Como el conductímetro es necesario calibrarlo antes de su uso, no es estrictamente necesario que la superficie de los electrodos sea necesariamente de un cm2 o que la distancia sea de cm. 
Para realizar la medida, se introduce el extremo de la sonda en la disolución de medida y se aplica un campo eléctrico entre dos electrodos de la célula y mide la resistencia eléctrica de la disolución. Para evitar cambios en las sustancias debidos a reacciones de  electrólisis, efectos de capa sobre los electrodos, etc. se utiliza corriente alterna de baja muy baja tensión, pero de alta frecuencia (puede llegar a los 4000 Hz), con lo que apenas se producen modificaciones en la composición de las disoluciones, ya que los cambios en la disolución que puedan producirse en un semiciclo, se invierten en el siguiente, al cambiar la polaridad y al ser de alta frecuencia, los nuevos iones o moléculas formados, no tienen tiempo de pasar a la disolución.

## Aplicaciones
La conductimetría, como técnica analítica en química, tiene diferentes usos y aplicaciones relacionadas como el control de la salinidad en aguas naturales, contenido iónico en aguas para uso industrial o seguimiento de reacciones a nivel de laboratorio, pues permite controlar las variaciones en la concentración de los electrólitos en las disoluciones. Básicamente hay dos modos de operar:
Conductimetría directa: Mide la conductividad del electrolito y a partir de su valor obtener información cuantitativa de la concentración de iones en la muestra. Aunque la conductividad de las disoluciones es una propiedad general y no específica para ningún ion particular, se pueden hacer diversos análisis y aproximaciones por medio de medidas de conductividad. Algunas aplicaciones están relacionadas con la pureza del agua; la pureza del agua destilada o desionizada es verificada comúnmente por mediciones conductimétricas. Así, por ejemplo, teniendo en cuenta que la conductividad del agua pura es de, aproximadamente 0.05 μS.cm-1, se utilizan las medidas de conductividad para estimar el nivel de contenido de sales en aparatos de producción de agua desionizada para uso en laboratorio o a nivel industrial, para el suministro de caldearas de producción de vapor, ya que el menor trazo de una impureza iónica producida por un mal funcionamiento del desionizador, conduce a un importante aumento de la conductividad. También se utilizan las medidas de conductividad para estimar el contenido salino de las aguas naturales, sobre todo las de origen continental. 
Valoraciones conductimétricas: En este caso, las medidas de conductividad permiten establecer el punto final de una valoración. Puesto que la conductividad de una disolución depende del tipo de iones presentes en dicha disolución, así como de su concentración, el seguimiento de la conductividad a lo largo de la determinación volumétrica permite, en muchos casos, determinar el momento en el que se alcanza o se sobrepasa el punto de equivalencia. Este seguimiento se hace trazando la curva de variación de la conductividad en función del volumen de reactivo valorante añadido. La gráfica resultante permite determinar el volumen del punto final de la titulación, ya que se produce un cambio fácilmente apreciable, en la tendencia de la curva. Las titulaciones realizadas en estas condiciones se denominan titulaciones o valoraciones conductimétricas.

## Ventajas y desventajas

### Ventajas
Este método resulta especialmente valioso para las soluciones turbias o fuertemente coloreadas que con frecuencia no pueden ser tituladas con el empleo de indicadores.
La principal ventaja del punto final conductimétrico es su aplicabilidad a disoluciones muy diluidas y a sistemas que implican reacciones relativamente incompletas.
Los métodos conductimétricos se pueden emplear cuando los métodos visuales o los potenciométricos no permiten obtener resultados satisfactorios debido a la considerable solubilidad e hidrólisis de los productos de reacción en el punto de equivalencia.
Se puede aplicar el método a mezclas de ácidos débiles y fuertes, bases débiles y fuertes, precipitación, oxidación, reducción y otros tipos de reacciones.
Tienen una amplia aplicación en química e industria química para obtener información concerniente a la conducta de los electrolitos, en el análisis y en el control de la concentración.

### Desventajas
La medición se hace menos exacta y menos satisfactoria cuando aumenta la concentración de electrolitos en la disolución que se examina.
Cuando la concentración salina se hace alta,a menudo resulta imposible un análisis conductimétrico.
En las valoraciones de oxidación-reducción su aplicación es limitada debido a las altas concentraciones de otros iones en particular del ion hidronio.
En las valoraciones de precipitación y formación de complejos estos métodos no son tan útiles como los que implican reacciones de neutralización.
Los cambios de conductividad durante estas valoraciones rara vez son tan grandes como las observadas en las reacciones ácido-base,ya que ningún reactivo se aproxima a la gran conductividad de los iones H+ y OH-.